# گلدهی آتش‌زاد

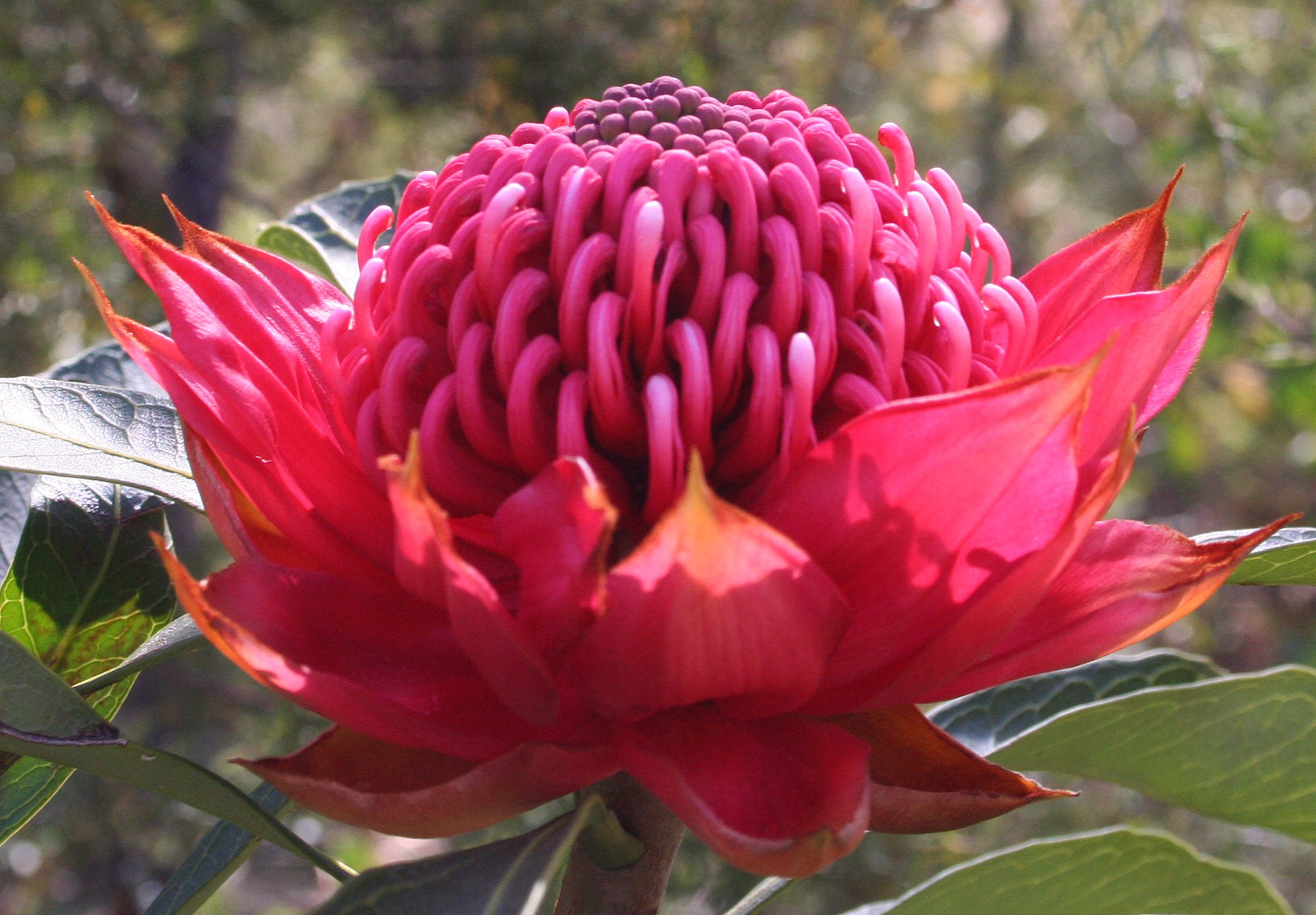
Telopea speciosissima - یک گل مرم‌پسند در نیو ساوت ولز استرالیا که از گلدهی آتش‌زا استفاده می‌کند.

گلدهی آتش‌زاد (به انگلیسی: Pyrogenic flowering) ویژگی سازگاری با آتش در گیاهان است که با افزایش یا اوج گلدهی پس از یک رویداد آتش‌سوزی مشخص می‌شود. گلدهی آتش‌زاد به گیاهان اجازه می‌دهد تا در محیط‌های مستعد آتش دوام بیاورند. گلدهی آتش‌زاد می‌تواند اختیاری باشد، به این معنی که سرعت گلدهی به‌طور موقت پس از سوزاندن افزایش می‌یابد، یا اجباری، یعنی گلدهی تنها پس از آتش‌سوزی رخ می‌دهد. بین زمان وقوع آتش‌سوزی و شروع گلدهی آتش‌زاد تفاوت زیادی در طول زمان وجود دارد و اغلب مختص گونه است. برخی از گل‌های آتش‌زاد تا یک سال پس از آتش‌سوزی رخ نمی‌دهد در حالی که در موارد شدید، برخی از موارد گل‌ها می‌توانند تنها چند ساعت پس از اختلال آتش پدیدار شوند. محرک‌های فیزیولوژیکی دقیق برای گلدهی آتش‌زاد به شدت مورد مطالعه قرار نگرفته است، زیرا احتمالاً بین گروه‌ها متفاوت است. برخی از محرک‌های پیشنهادی برای گلدهی آتش‌زاد عبارتند از افزایش نور به دلیل از دست دادن تاج پوشش یا رقابت، تغییرات مواد مغذی در خاک، یا مواد شیمیایی مرتبط با آتش‌سوزی که به عنوان محرک عمل می‌کنند.

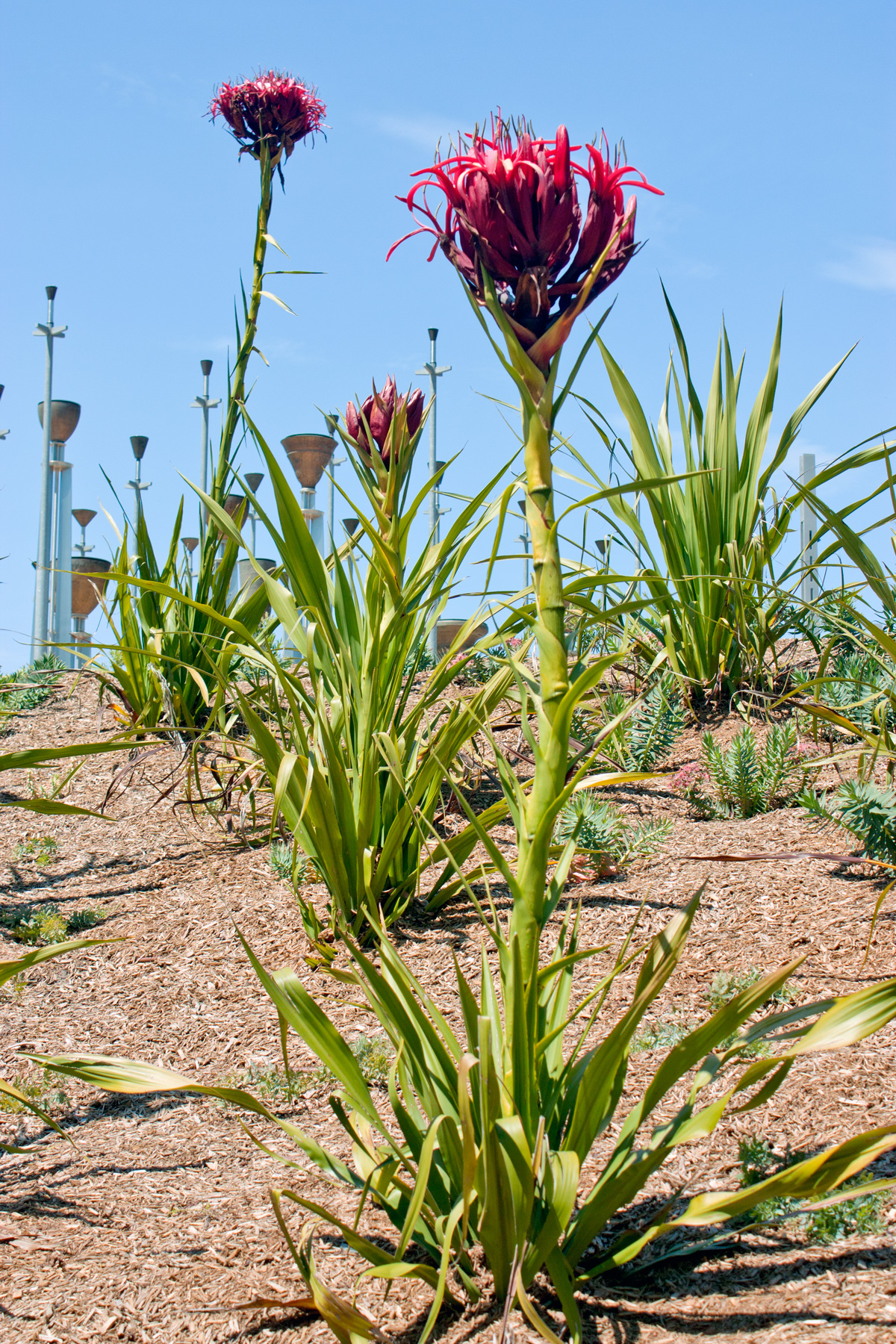
Doryanthes excelsa - گیاه گلدار اختیاری بومی استرالیا، در منظرسازی استفاده می‌شود.